# معاد
معاد واژهٔ عربی برگرفته از «عود» است و به‌معنای «بازگشتن»، «رستاخیز» یا «دوباره‌برخاستن» (پس از مرگ) در روز قیامت است که اعمال آنها در پیشگاه الهی سنجیده می‌گردد و به کیفر یا پاداش درستکاری یا بدکاری خود می‌رسند. باور به معاد یکی از اصول دین اسلام است. برخی معاد را تنها جسمانی  یا تنها روحانی می‌دانند. معاد یکی از اصول دین اسلام و یکی از مهم‌ترین آن‌هاست. آیه ۱۵۶ سورهٔ بقره به این موضوع اشاره دارد که همگی به سوی پروردگار در حرکت هستند.

## معاد از دیدگاهقرآن
- در روز قیامت نفس مؤاخذه می‌شود و نه قوای نفس. به همین خاطر هنگامی که نفس با لحنی سرزنش‌آمیز از قوای خود می‌پرسد که چرا علیه من شهادت می‌دهید و اعضای او پاسخ می‌دهند که "ما را خدایی به سخن آورد که هر چیزی را به سخن می‌آورد"[۱]
- نظام آخرت کاملترین نظام امکانی است که هر کس به گنجایش وجودی خود هر چه را اراده نماید و بخواهد بی‌درنگ و بدون شرط به وجود خواهد آمد.[۲]

مجید جعفری‌تبار:
أَرَأَیتَ الَّذیٖ یُکَذِّبُ بِالدِّینِ. فَذلِکَ الَّذیٖ یَدُعُّ الْیَتیمَ. وَ لا یَحُضُّ عَلی طَعامِ الْمِسْکینِ. فَوَیلٌ لِلْمُصَلّینَ. الَّذینَ هُمْ عَنْ صلاتِهِمْ ساهُونَ. الَّذینَ هُمْ یُراءُونَ. وَ یَمْنَعُونَ الْماعُونَ
آیا دیده‌ای کسی را که دین را تکذیب می‌کند ـو معاد و اصولِ اساسیِ دین را دروغ می‌پندارد (و در یک کلمه، بی‌دین است) ـ؟ پس بدان که او همان کسی است که یتیم را از خود دور می‌کند و به اطعام و رسیدگی به بینوایان رغبتی نداشته و دیگران را تشویق به این مهم نمی‌کند. پس وای بر نمازگزارانی که از واقعیّتِ نمازشان بدورند و ریاکاری می‌کنند و ـ برای زندگیِ خود، با نماز و سایرِ ظواهرِ دینی، خودشان را در نزدِ مردم، عابد و زاهد و وجیه جلوه می‌دهند، ولی ـ از کوچکترین خیرِ مادّی نیز دریغ ورزیده و کمترین خیری به بیچارگان نمی‌رسانند و هیچ سودی برای مردمِ بینوا ندارند.
- اوصافِ نمازگزارانِ واقعی، در آیاتِ ۲۳ تا ۳۴ سورهٔ نورانیِ «معارج» بیان شده‌ است.[۴]
- کلمهٔ دین می‌تواند به معنای جزاء و قیامتِ کُبری باشد (همچون «یوم الدّین»). امّا وجهِ بیان شدهٔ در بازگردان، اقویٰ و اولیٰ و بهتر است. در فرضِ صحّتِ معنای جزاء، این نیز یکی از دو پایهٔ اصلیِ هر مکتبِ الهی ـ مبدء و معادـ است.

به نظرِ این حقیر، جانِ الوهیّت و ادیانِ وحیانی، اعتقاد به معاد است ـ که یقینًا لازمهٔ آن، اعتقاد به مبدء وحی هم خواهد بودـ. شاید یکی از وجوه اطلاقِ معنای جزاء بر لغتِ دین، همین امر باشد. کسی که یدعّ الیتیم و لا یحضّ علی طعام المسکین، حتمًا معاد و حساب و کتاب را قبول ندارد که چنین می‌کند، و لذا مبدءِ حکیم و سریع الحساب و مُنتقِم را نیز نپذیرفته‌ است و در یک کلمه، بی‌دین است.

## فلسفه معاد از نظراسلام
در اسلام فلسفهٔ ایجاد معاد رسیدگی به بزرگترین و کوچکترین اعمال انسان‌ها و جنیان است و زمانی که معاد به وقوع بپیوندد، نظامی نوین تحت فرمان خداوند متعال در مقابل انسان‌ها و اعمالشان داوری می‌کند.

## سرنوشت جهان
موضوع باز شدن آسمانها و زمین از حالت پیوسته در آیه زیر از سوره انبیاء اشاره شده‌است:
«آیا کسانی که کفر ورزیدند ندانستند که آسمانها و زمین هر دو به هم پیوسته بودند، و ما آن دو را از هم جدا ساختیم»
همچنین موضوع پایان دنیا و بازگشتن آسمان به حالت اول نیز در چند آیه بعد از همان سوره اشاره شده‌است:
«روزی که آسمان را همچون در پیچیدن صفحه نامه‌ها در می‌پیچیم. همان گونه که بار نخست آفرینش را آغاز کردیم، دوباره آن را بازمی‌گردانیم. وعده‌ای است بر عهده ما، که ما انجام دهنده آنیم.»

## شبهات در باب معاد
یکی از معروف‌ترین شبهه‌ها در باب معاد، مخصوصا معاد جسمانی «شبهه آکل و ماکول» است. در میان شبهه‌های باب معاد شبهه «آکل و مأکول» از همه معروف تر است. تاریخ دقیق پیدایش این شبهه و نام نخستین کسی که آن را مطرح ساخته‌است، به روشنی معلوم نیست، ولی در قدمت آن نمی‌توان تردید کرد.
این شبهه از اوایل پیدایش بحثهای کلامی و فلسفی در میان اندیشه وران مسلمان مطرح شده‌است. نخست به صورت مجمل در آثار ابواسحاق ابراهیم بن اسحاق بن ابی سهل نوبختی (سده ۴ ق) ابن سینا (۴۲۸ ق) مطرح شده و سپس در کتابهای دانشمندانی چون شیخ طوسی (۴۶۰ ق)، محمد بن محمد غزالی (۵۰۵ ق)، فخرالدین رازی (۶۰۶ ق)، نصیرالدین طوسی (د. ۶۷۲ ق)، حسن بن یوسف حلی (۷۲۶ ق)، قاضی عضدالدین ایجی (۷۵۶ ق) و سعدالدین تفتازانی (۷۹۸ ق)، نحوه طرح و راه حلهای پیشنهادی و دلایل ارائه شده گسترش یافته و سرانجام در آثار متأخرانی مانند مقداد بن عبدالله حلی (۸۲۶ ق)، صدرالدین شیرازی (۱۰۵۰ ق)، اسماعیل طبرسی نوری و جز ایشان بحث مستوفی درباره‌ی آن انجام گرفته‌است.